# Saint-Augustin (Charente-Maritime)
Saint-Augustin – miejscowość i gmina we Francji, w regionie Nowa Akwitania, w departamencie Charente-Maritime.
Według danych na rok 1990 gminę zamieszkiwały 742 osoby, a gęstość zaludnienia wynosiła 39 osób/km² (wśród 1467 gmin regionu Poitou-Charentes Saint-Augustin plasuje się na 411. miejscu pod względem liczby ludności, natomiast pod względem powierzchni na miejscu 432.).